# Allmänna reklamationsnämnden
Allmänna reklamationsnämnden (ARN) är en svensk statlig förvaltningsmyndighet som opartiskt prövar tvister mellan näringsidkare (företag) och konsumenter. Myndigheten sorterar under Finansdepartementet. 
Kammarkollegiet listar ARN som en av de godkända nämnderna för alternativ tvistlösning.

## Nämndens uppgifter
Allmänna reklamationsnämnden ska efter anmälan av en konsument rekommendera en lösning av
1. tvister mellan konsumenter och näringsidkare som härrör från ett avtal om köp av en vara, tjänst eller annan nyttighet,
2. tvister mellan konsumenter och försäkringsbolag om ersättning för skada ur en näringsidkares ansvarsförsäkring, om konsumenten har direktkravsrätt mot försäkringsbolaget och skadeståndskravet har sin grund i ett avtalsförhållande mellan konsumenten och den försäkrade näringsidkaren,
3. tvister mellan konsumenter och kreditinstitut eller betaltjänstleverantörer som gäller tillgång till eller byte av betalkonto enligt 4 a kap. lagen (2010:751) om betaltjänster, och
4. tvister mellan konsumenter och försäkringsbolag om ersättning ur en näringsidkares resegaranti i form av en försäkring, om konsumenten har direktkravsrätt mot försäkringsbolaget. Myndigheten ska också verka för att parterna kommer överens vid tvisterna ovan. [2]

Nämnden ska också
1. informera konsumenter och näringsidkare om myndighetens praxis,
2. stödja den kommunala konsumentverksamhetens hantering av tvister genom utbildning och information, och
3. genomföra förtroendeskapande åtgärder i förhållande till näringslivet.[2]

ARN är en opartisk myndighet som inte har rådgivning.
De kommunala konsumentvägledarna kan i många fall ge rådgivning. Även Konsumentverket (Hallå Konsument) kan ge vägledning åt konsumenter.

## Anmälan
Anmälan till ARN kan göras av den konsument som anser att han eller hon har ett ekonomiskt krav gentemot en näringsidkare (eller försäkringsbolag). En anmälan måste vara skriftlig, antingen via myndighetens e-tjänst eller via en särskild blankett och ska inkomma till ARN inom ett år från det att näringsidkaren helt eller delvis motsatt sig konsumentens krav.
ARN lämnar endast rekommendationer. Det finns ingen lag som tvingar företag att följa nämndens beslut. 

## Svarta listan
Råd & Rön publicerar en lista kallad Svarta listan, som är en sammanställning över de företag som inte följer ARN:s beslut. 
Råd & Rön ges ut av den ideella organisationen Sveriges Konsumenter och har ingen koppling till ARN. Den Svarta listan bygger dock på ARN:s statistik som är offentlig.